# Natàlia Narotxínskaia
Natàlia Alekséievna Narotxínskaia (en rus: Наталия Алексеевна Нарочницкая, Moscou, Rússia, 23 de desembre de 1948) és una política, historiadora i diplomàtica russa.

## Biografia
Va treballar per la Secretaria General de les Nacions Unides a Nova York entre el 1982 i el 1989.
Als anys noranta Narochnitskaya era membre de diversos partits polítics menors a Rússia, inclosos el Partit Democràtic Constitucional i Derzhava. Va obtenir certa publicitat com a defensora del paper polític de l'Església Ortodoxa Russa i el seu suport a les accions militars russes a Txetxènia del 1994-1996. Narochnitskaya també va ser una gran opositora a la intervenció de l'OTAN a l'antiga Iugoslàvia i a l'expansió de l'OTAN i va qualificar el reconeixement de la continuïtat dels estats bàltics com a estratagema "per diluir els obstacles a l'entrada de parts de la Rússia històrica a l'OTAN".
Narochnitskaya va ser elegida al parlament com a representant (però no membre) del bloc Rodina el 2003 i va exercir de vicepresidenta del comitè d'assumptes internacionals de la Duma estatal. No va ser reelegida el 2007.
Narochnitskaya defensa que una condició indispensable per a l'èxit de la política exterior de Rússia al món modern és la renovació i l'estudi detallat dels fonaments tradicionals pre-soviètics de la diplomàcia russa. Considerada un conservadora, Narochinitskaya ha defensat una "continuïtat jurídica completa" amb la Rússia pre-soviètica i considera els tractats bolxevics posteriors a la Primera Guerra Mundial, que reduïen el territori rus sobirà, com a il·legítims.
El gener de 2008, Narochnitskaya va ser nomenada directora de l'Institut de Democràcia i Cooperació amb seu a París.
És autora de diverses obres dedicades a la història de Rússia; antiglobalisme; i assumptes internacionals, polítics i espirituals.

## Llibres
- Русский мир (Món rus), Aleteiia, 2008.